# Fehérarcú cerkóf

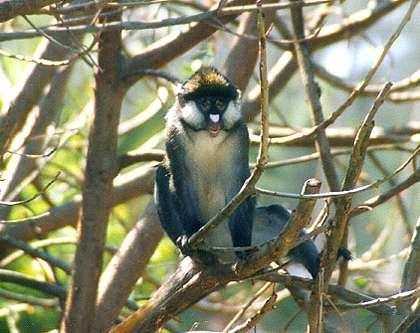

A fehérarcú cerkóf vagy más néven vörösfarkú cerkóf (Cercopithecus ascanius) az emlősök (Mammalia) osztályának a főemlősök (Primates) rendjébe, ezen belül a cerkóffélék (Cercopithecidae) családjába és a cerkófmajomformák (Cercopithecinae) alcsaládjába tartozó faj.
A Cercopithecus nemen belül a Cephus csoportba tartozik, közeli rokon fajai a bajszos cerkóf (Cercopithecus cephus), a vörösfülű cerkóf (Cercopithecus erythrotis), a vöröshasú cerkóf (Cercopithecus erythrogaster) és a sujtásos cerkóf (Cercopithecus petaurista). Valamennyi faj számos további alfajjal rendelkezik, melyeknek színezete és elterjedési területe különböző.

## Megjelenése
A hímek testhossza 43-63 centiméter, a nőstényeké 34–49 cm, farokhossza 55–90 cm, a hímek testtömege 3,2-14 kg, a nőstényeké 1,8-8,5 kg. Öt alfaja nagyon változatos színezetű. Orra fehér, pofája szürke, fekete vagy égkék, teste vörös, sárga, fehér vagy szürke, hasa világosabb vagy vörösesbarna. Világos színű pofaszakálla a legkülönbözőbb változatokat mutatja. Néha világos szemsávot, illetve világos vagy sötétszürke tarkót figyelhetünk meg.

## Alfajai
- fehérorrú cerkóf (Cercopithecus ascanius ascanius), Angola területén és a Kongói Demokratikus Köztársaság délnyugati részén honos, a Kongó és a Kasai folyók közötti területen.
- katangai cerkóf (Cercopithecus ascanius katangae), a Kongói Demokratikus Köztársaság déli részein és Angola déli területein él, a Kasai és a Lualaba folyók közötti területen.
- feketeorrú cerkóf (Cercopithecus ascanius atrenasus), az angolai Lunda-fennsíkon honos. elképzelhető, hogy előfordul az azzal szomszédos Kongói Demokratikus Köztársaság-beli területeken is, de abban az országban nem bizonyították még jelenlétét.
- sárgaorrú cerkóf (Cercopithecus ascanius whitesidei), a Kongói Demokratikus Köztársaságban él, ahol a Kongó folyótól délre és keletre, valamint a Lomami folyótól nyugatra fordul elő.
- Schmidt-cerkóf (Cercopithecus ascanius schmidti), a legnagyobb elterjedésű alfaj. A Kongói Demokratikus Köztársaságban a Lualaba folyótól keletre él, előfordul továbbá Uganda, Ruanda, Tanzánia és Kenya területén is. A Kongó folyótól északra a Közép-afrikai Köztársaság területén és Szudán délnyugati részein is előfordul.

## Előfordulása

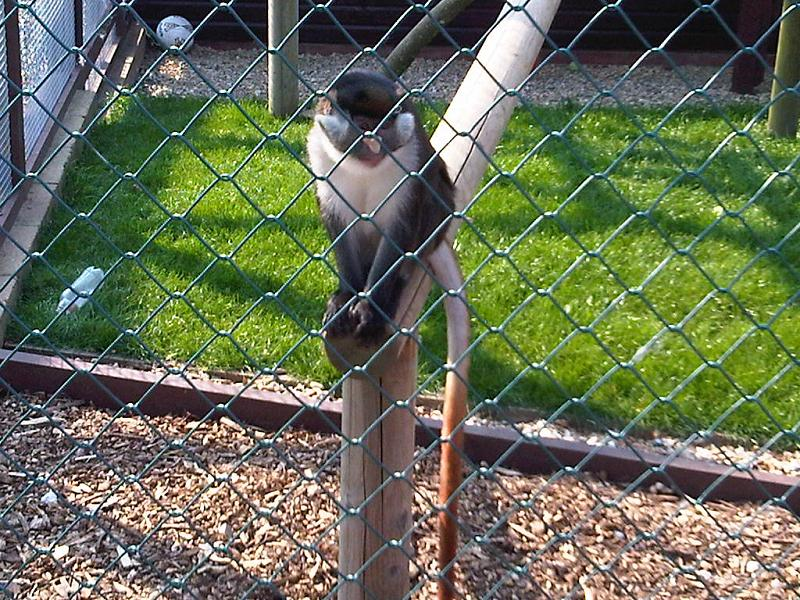
Fehérarcú cerkóf a Wight-sziget állatkertjében

Angola, a Kongói Demokratikus Köztársaság, Kongó, Uganda, Ruanda, Burundi, Nyugat-Kenya, Tanzánia és Zambia erdeiben honos.
Elsődleges, másodlagos, galéria-, mocsár- és a 2000 méteres tengerszint feletti magasságú hegyi erdőségek középső és felső lombkoronaszintjében él.

## Életmódja
A többi cerkófhoz hasonlóan a fehérarcú cerkóf is nappal aktív. Territoriális magatartást nem mutat, és legfeljebb 30, gyakran azonban kevesebb egyedből álló csoportokban él. A kölcsönös szőrzetápolás és nyugtató gesztusok erősítik a csoport- és a családi köteléket. 
Táplálékát gyümölcsök és rovarok alkotják, de a leveleket, virágokat, hajtásokat, rügyeket, ritkán pedig fák nedveit is fogyasztja.
Fő ellenségei a leopárd és a nagy sasok. Az ellenség elriasztására a cerkóf riasztóhangokat ad ki, illetve megfigyeli más fajok viselkedését, és annak alapján is menekülni kezd.

## Szaporodása
A nagyobb csoportokban a vezérhím erőszakos fenyegetései és harci tevékenysége ellenére is „szóhoz jutnak” idegen hímek, sőt pározhatnak is. Úgy tűnik, a párzásnak két „mozgatórugója” fordul elő a hímek esetében: Egyrészt a hímek a csoport nőstényeihez valószínűleg szexuális kapcsolat céljából törekszenek, másodsorban azonban az alacsonyabb rangú hímek számára csak így adódik lehetőség, hogy a rangidős hím túlterheltsége és esetleg a csoportból való eltávozása során a csoportban maradhassanak, és részt vehessenek a fiatalok felnevelésében. A rangidős, már eredetileg a csoporthoz tartozó hímek férnek hozzá legkönnyebben a párzásra kész nőstényekhez.